# Menakā

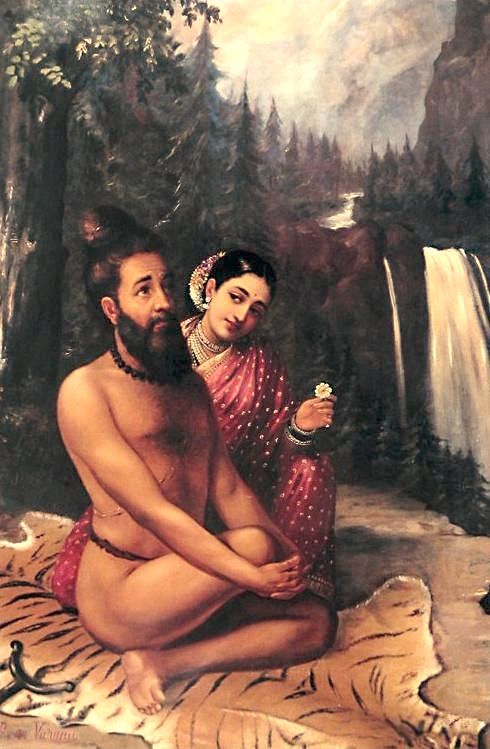
Menaka seduce Vishvamitra. Dipinto di Raja Ravi Varma.

Menaka (sanscrito: मेनका) è un personaggio della mitologia induista, un'apsara, ovvero uno spirito delle nuvole. Appare sia nel Rāmāyaṇa che nel Mahābhārata.

## Mitologia
Menaka era una delle più belle tra le apsaras, ed era inoltre dotata di grande intelligenza e talento. Non contenta del suo ruolo divino, desiderava una famiglia.
Vishvamitra, uno dei saggi più rispettati e venerati nell'antica India, spaventò gli dei con il suo crescente potere, e cercò persino di creare un altro paradiso: Indra allora inviò Menaka sulla terra, per attirarlo e interrompere la sua meditazione. Menaka incitò con successo la lussuria e la passione di Vishvamitra, tuttavia si innamorò sinceramente di lui, e dalla loro unione nacque una bambina che venne chiamata Shakuntala.
Quando Vishvamitra si rese conto di essere stato ingannato da Indra, si adirò. Ma si limitò a maledire Menaka perché fosse separata da lui per sempre, perché anche lui l'amava, e sapeva che la ninfa aveva ormai perso tutte le intenzioni subdole nei suoi confronti.
Nel Pauloma Parva del Mahabharata, si dice che Menaka ebbe anche una figlia con il gandharva Visvavasu. Si vergognava di aver dato alla luce la bambina, così la lasciò davanti all'eremo del saggio Sthulakesha. Il saggio adottò la bambina e la chiamò Pramadvara, che in seguito sposò Ruru, un discendente del saggio Bhrigu.